# Moord op John F. Kennedy
De moord op president John F. Kennedy, de vijfendertigste president van de Verenigde Staten, vond op 22 november 1963 plaats te Dallas in de Amerikaanse staat Texas om 12:30 CST. Kennedy raakte dodelijk gewond door geweerschoten toen hij in een open limousine (de Lincoln Continental SS-100-X) over Dealey Plaza gereden werd. Na aankomst in het Parkland Memorial Hospital (acht minuten later) probeerden artsen hem tevergeefs te redden.
Zijn rijtoer was onderdeel van een publieksreis door Texas, mede georganiseerd met het oog op zijn eventuele herverkiezing in de Amerikaanse presidentsverkiezingen 1964. Kennedy was de vierde en recentste Amerikaanse president die vermoord werd en de achtste die tijdens de uitoefening van zijn ambt overleed.
Binnen een uur werd Lee Harvey Oswald gearresteerd. Later op die dag werd hij eerst beschuldigd van de moord op agent J.D. Tippit en daarna van de moord op Kennedy. Anderhalve dag later werd Oswald echter neergeschoten door nachtclubeigenaar Jack Ruby. Net als Kennedy overleed ook Oswald in het Parkland ziekenhuis. Ruby stierf er ook in 1967.

## De moord
Op 22 november 1963 om 12:30 CST reed de open limousine waarin onder meer president Kennedy zat op Houston Street in Dallas. Daarna draaide de limousine langzaam 120 graden naar het schoolboekenmagazijn (de Texas School Book Depository) toe. De afstand tot de TSBD bedroeg 20 meter. Vervolgens draaide de wagen Elm Street op vanwaar hij via de snelweg naar de Dallas Trade Mart (het huidige Dallas Market Center) zou rijden. Kennedy zou hier een speech geven.
Op Elm Street werden er gedurende enkele seconden meerdere schoten op Kennedy gelost. Tijdens de beschieting greep Kennedy met beide handen naar zijn hals terwijl zijn echtgenote Jacqueline Kennedy zijn bovenlichaam vastpakte. Een ander schot was fataal en raakte de president in het hoofd waardoor zijn schedel openbarstte. Tijdens de schietpartij bevonden er zich geen lijfwachten op de treeplanken van de limousine. Lijfwacht Clint Hill kwam van achter de auto aangerend maar was net te laat om nog iets te doen ter bescherming van de president.
De gemiddelde snelheid van de auto was zo'n 18 km/h. Verschillende getuigen verklaarden dat de auto tijdens de schietpartij snelheid minderde.

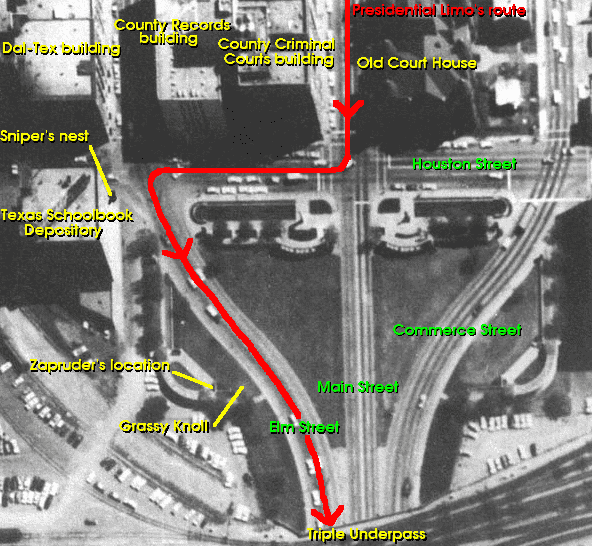
Dealey Plaza en de route van de stoet
Kennedy is voor de eerste keer geraakt en grijpt met zijn handen naar zijn keel. Beeld nr. 230 van de Zapruderfilm
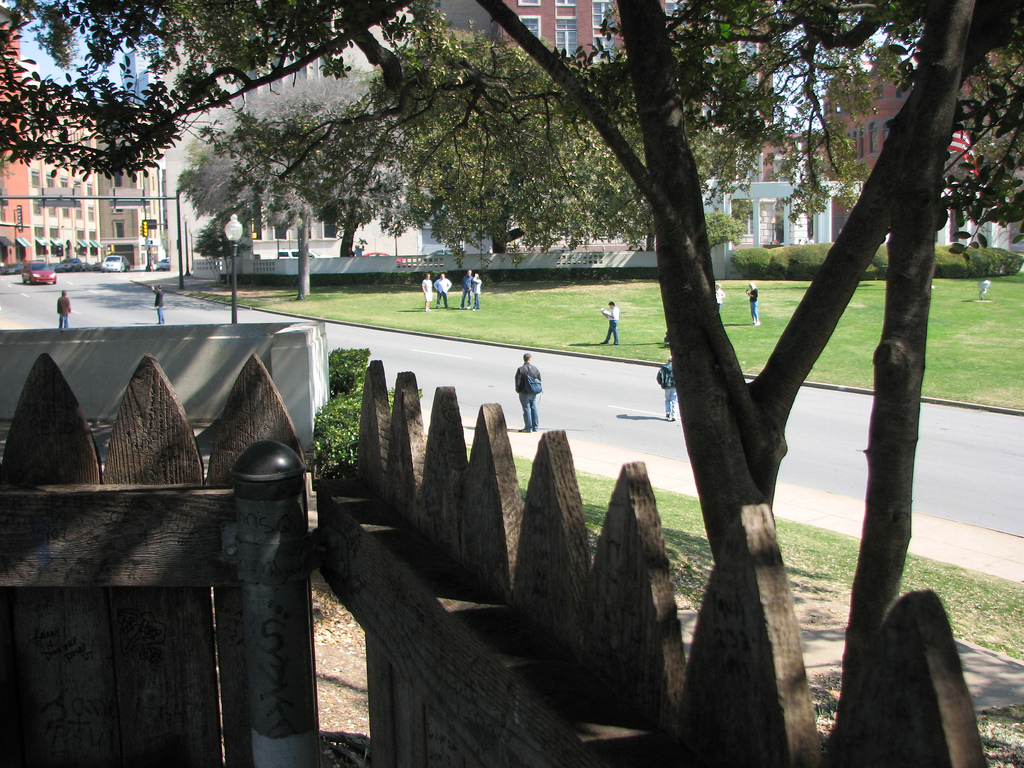
Dealy Plaza, gezien vanuit vanuit de "grassy knoll", de mogelijke standplaats van een tweede schutter
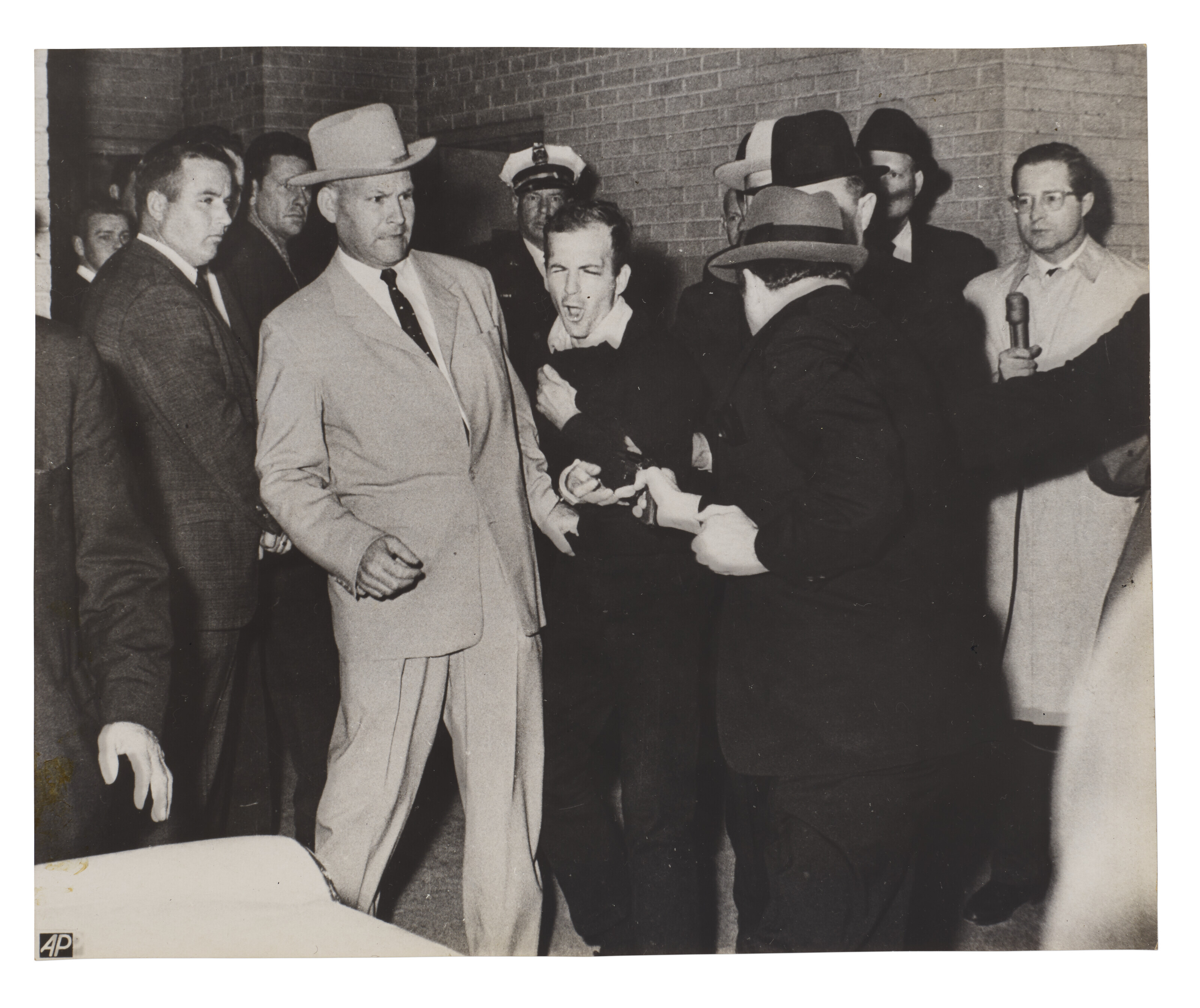
Oswald vermoord door Jack Ruby

## Na de aanslag

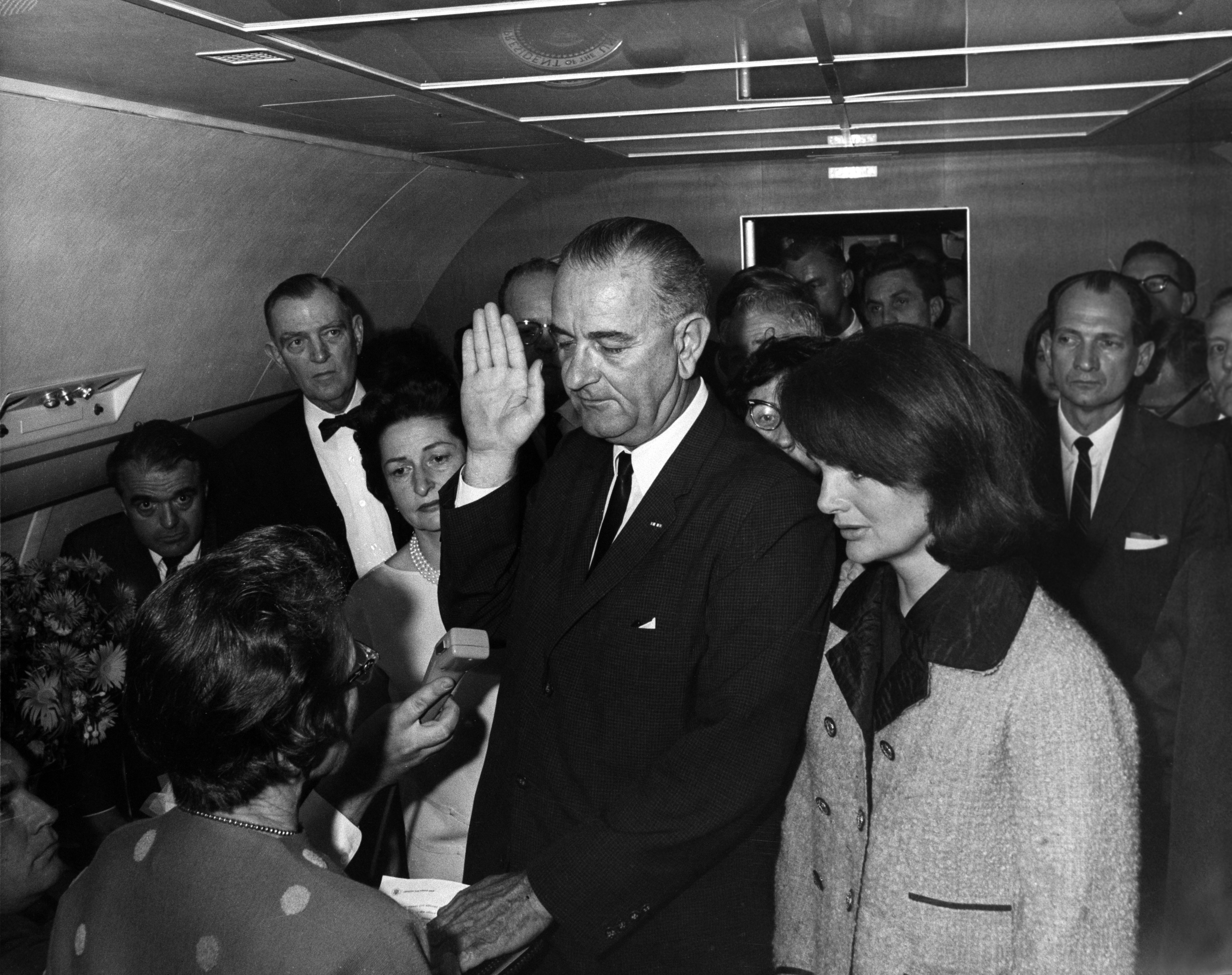
Lyndon B. Johnson legt na de moord de presidentiële eed af aan boord van de Air Force One, met naast hem Jacqueline Kennedy in haar bebloede jas

Om 13:00 werd Kennedy door de dokters doodverklaard in het Parkland-ziekenhuis en om 13:33 werd dit wereldkundig gemaakt. Rond 14:00 werd zijn stoffelijk overschot door de geheime dienst uit het ziekenhuis weggehaald en naar de Air Force One gebracht. Om 14:38 werd vicepresident Lyndon B. Johnson aan boord van datzelfde vliegtuig beëdigd als de 36ste president van de Verenigde Staten. Vervolgens vertrok het vliegtuig naar Washington.
De lijkschouwing werd verricht in het Nationaal Medisch Centrum van de Amerikaanse Marine in Bethesda. Hierna werd Kennedy's lichaam klaargemaakt voor de begrafenis en overgebracht naar het Witte Huis waar het 24 uur in de oostelijke kamer opgebaard lag. Op maandag 25 november werd Kennedy begraven. Vertegenwoordigers van meer dan 90 landen, waaronder de Sovjet-Unie, waren bij de ceremonie aanwezig.

## Officiële onderzoeken

### De Commissie-Warren (1963-1964)

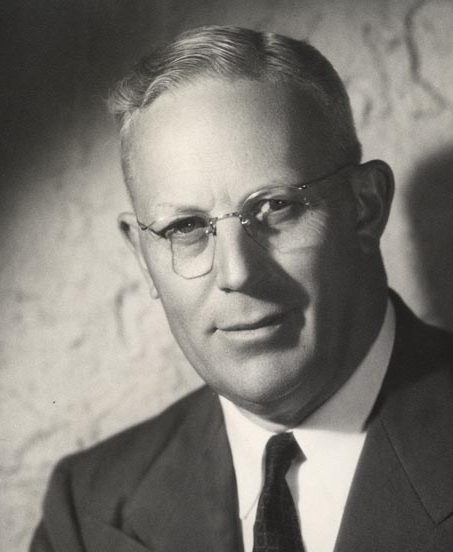
Earl Warren

President Johnson stelde een panel samen bestaande uit hoogwaardigheidsbekleders om de moord te onderzoeken. De commissie stond onder leiding van opperrechter Earl Warren. Na tien maanden kwam de Commissie-Warren met hun onderzoeksresultaat. In de Commissie-Warren zaten onder meer de latere senator Arlen Specter en ook Allen Dulles, deze laatste was door Kennedy ontslagen als CIA-directeur. Ook FBI-directeur John Edgar Hoover zat in de commissie. John Kennedy had Hoover met pensioen willen sturen. 
In 1964 presenteerde de commissie haar eindrapport. Volgens hen handelde Oswald geheel alleen (en was er dus geen sprake van een samenzwering) en had hij drie schoten op Kennedy afgevuurd vanuit de Texas School Book Department.
Voorstanders vinden het rapport het meest diepgaande en best uitgevoerde onderzoek naar een moord ooit uitgevoerd met een ongekend budget en ongekende juridische macht.

#### Kritiek
Dit onderzoek is echter om verschillende redenen omstreden en heeft tot veel kritiek geleid. Belangrijke kritiek was de aanstelling van Dulles en Hoover. Ook andere commissie-leden waren niet bepaald Kennedy-sympathisanten. De commissie was geformeerd door Johnson en J. Edgar Hoover. Zij wilden hiermee voorkomen dat ideeën die het Amerikaanse Congres had over de vorming van een onderzoekscommissie verder uitgewerkt zouden worden. Anders dan bij de Commissie-Warren zouden Johnson en Hoover in dat geval geen invloed hebben gehad op de samenstelling van de commissie. Vijftig jaar na dato hechten veel Amerikanen nog maar weinig waarde aan het oordeel van de Commissie-Warren. De overheid houdt echter vast aan dit oordeel.
Het boek Rush to Judgment uit 1966 van Mark Lane was het eerste massaal verkochte boek dat tegen de conclusies van de Commissie-Warren inging. In datzelfde jaar startte Jim Garrison, een officier van justitie in New Orleans, een onderzoek dat leidde tot een rechtszaak tegen zakenman Clay Shaw. Die werd niet schuldig bevonden aan medeplichtigheid aan de moord op Kennedy.
Life Magazine publiceerde in 1966 een uitgave getiteld Did Oswald Act Alone? A Matter of Reasonable Doubt. Daarin stonden veel beelden uit de amateurfilmopname van de moord die door toeschouwer Abraham Zapruder was gemaakt. De schrijvers trokken de conclusies van de Commissie-Warren in twijfel, mede op grond van verklaringen door de bij de aanslag eveneens gewonde gouverneur John Connally, en riepen op tot nieuw onderzoek. Hij en zijn vrouw waren slechts eenmaal door de Commissie-Warren ondervraagd.
Een volledige kopie van de Zapruder-film werd in 1969 voor het eerst aan een breder publiek getoond tijdens de door Jim Garrison gestarte rechtszaak. In 1975 toonde Geraldo Rivera een kopie ervan tijdens zijn televisie-show “Good Night America”.
In 1963 was 52% van Amerikaanse ondervraagden van mening dat "ook anderen" betrokkenen waren bij de moord. Het percentage was 81% in 1976 (vlak nadat de Zapruder-film op televisie was getoond). In 2013 stond het percentage op 61%. Ook Lance DeHaven-Smith, hoogleraar openbaar bestuur en beleid aan de Florida State University, oordeelde dat na de besluiten van de Commissie-Warren elke kritiek op het rapport al te gemakkelijk werd weggezet als “complottheorie”.

### De HSCA (1976-1979)
Door de toenemende twijfel rondom de uitkomsten van Commissie-Warren en de kritiek op de gang van zaken werd in 1976 de onderzoekscommissie van het Huis van Afgevaardigden (HSCA) opgericht om de moord op Kennedy (en die op Martin Luther King) te onderzoeken. 
Het onderzoek leidde tot de conclusie dat er vier kogels (en dus niet drie) afgevuurd waren en dat er naast Oswald waarschijnlijk nog anderen bij betrokken waren. Dit is in regelrechte tegenspraak met het officiële rapport van de Commissie-Warren. De conclusie is deels gebaseerd op geluidsmateriaal dat later op verschillende manieren werd geïnterpreteerd.
De HSCA concludeerde in 1979 dat Oswald op president Kennedy had geschoten en dat er zeer waarschijnlijk ten minste één andere schutter bij de aanslag was betrokken. De HSCA vermeldde mogelijke betrokkenheid van de maffia en de CIA. De HSCA kwam pas op het laatste moment tot deze conclusie na het horen van een dictabelt-opname die zelf bekritiseerd wordt.
Deze commissie constateerde verder dat ze de andere schutter(s) niet kon identificeren. Het onderzoek door de HSCA alsmede de tijdens het onderzoek naar voren gebrachte bewijzen worden door de Amerikaanse overheid genegeerd ten faveure van het eerder door de Commissie-Warren uitgebrachte rapport.
Na dit tweede (en vooralsnog laatste overheidsonderzoek) naar de moord op Kennedy is er altijd discussie en speculatie gebleven wat heeft geleid tot vele samenzweringstheorieën. De moorden waarvan Oswald is beschuldigd (naast die van Kennedy ook die op agent J.D. Tippit) zijn nooit voor een rechtbank gebracht en daardoor is Oswald ook nooit veroordeeld. Beide officiële Amerikaanse overheidsonderzoeken wijzen Oswald echter als dader aan waarbij het laatste standpunt is dat Oswald waarschijnlijk niet alleen heeft gehandeld.

### Onderzoek door Jim Garrison en aanklacht tegen Clay Shaw (1966-1969)

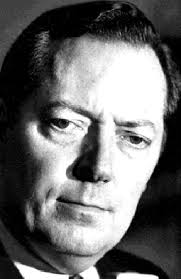
Jim Garrison

In 1966 begon officier van justitie Jim Garrison van New Orleans een Coldcase-onderzoek naar de moord op president Kennedy dat resulteerde in de beschuldiging van zakenman Clay Shaw. Shaw werd (na kort overleg) door de jury vrijgesproken. Deze rechtszaak had als basis de verdenking van een complot waarin zowel Cubanen als de CIA een belangrijke rol in de moord op Kennedy speelden. De zaak van Garrison werd in 1991 door Oliver Stone verfilmd als JFK. Stones weergave van de gebeurtenissen is omstreden vanwege zijn interpretaties. Omdat Clay Shaw in 1974 overleed aan longkanker kwam het nooit tot een uitspraak van zijn proces tegen Garrison wegen smaad en rechtsmisbruik.

### Getuigenverklaringen door het Assassination Records Review Board (1994-1998)
Een direct gevolg van het stof dat Stones film JFK deed opwaaien was de goedkeuring van de JFK Assassination Records Collection Act door het Congres in 1992 waardoor veel tot dan toe verzegelde dossiers niet langer geheim waren. Om deze dossiers te inventariseren en te publiceren werd het Assassination Records Review Board (ARRB) in het leven geroepen. Tussen 1994 en de opheffing van het ARRB in het najaar van 1998 werden enkele miljoenen pagina's aan dossiers openbaar gemaakt. Hoewel het ARRB geen nieuw onderzoek naar de moord verrichtte werden waar nodig (en mogelijk) wel getuigenverklaringen afgenomen in openbare hoorzittingen indien zulke verklaringen de dossiers verduidelijkten.

### Bewijslast tegen Oswald
Voormalig aanklager Bugliosi (van onder meer de Charles Manson-rechtszaak) heeft een lijst met 52 bewijzen tegen Oswald opgesteld.

#### Het schuttersnest
De politie van Dallas vond op de vijfde verdieping van de TSBD een geïmproviseerd sluipschuttersnest. Bij het raam was een muurtje van op elkaar gestapelde boekendozen gebouwd zodat iemand die zich achter dit muurtje bevond van binnenuit niet meteen zichtbaar was. De politie van Dallas vond een palmafdruk van Oswald op een van de dozen. Maar Oswald was een medewerker van de TSBD en zijn baan bestond onder meer uit het verplaatsen van boeken. Hij had op 22 november werkzaamheden verricht op de vijfde verdieping.

#### Het Carcano-geweer

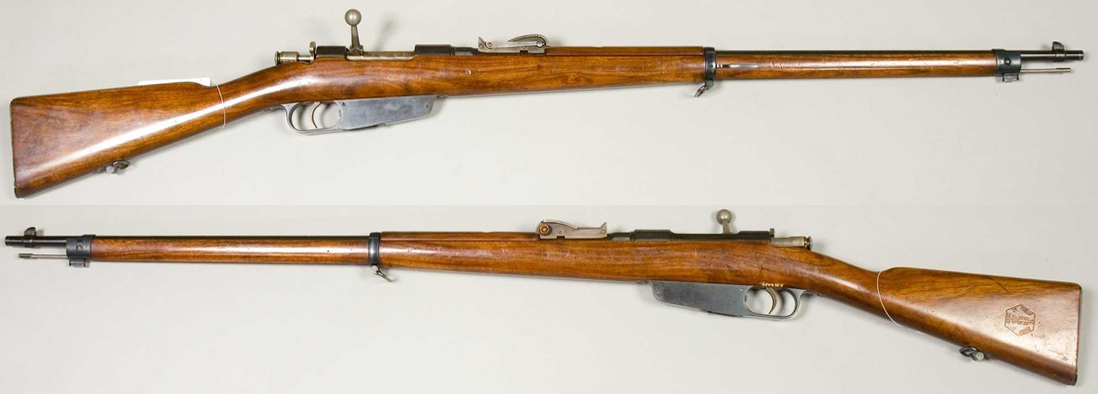
Carcano-geweer

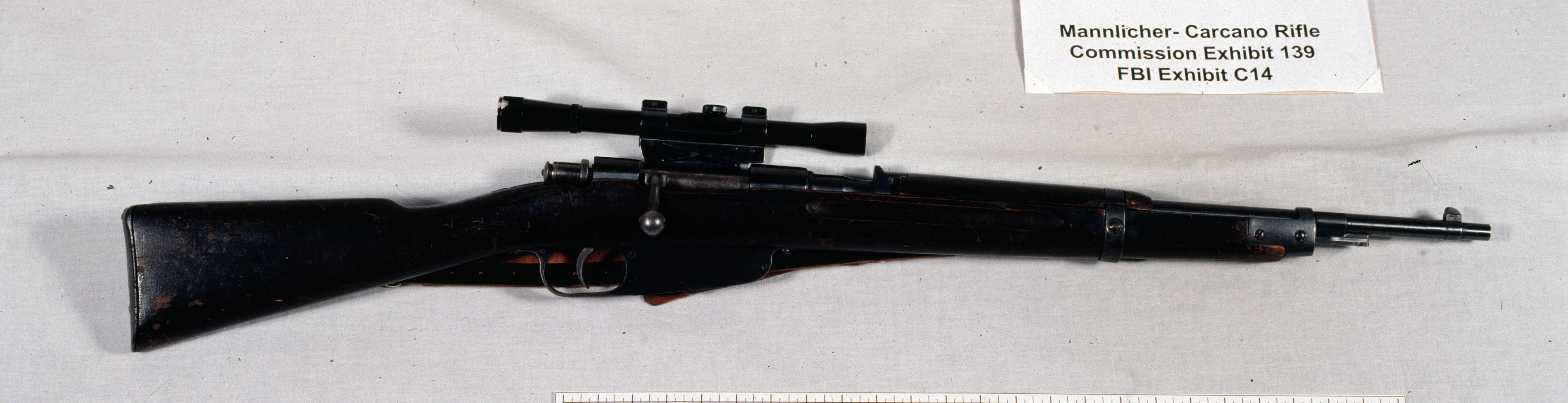
Oswalds geweer

Op de vijfde verdieping (aan de ander kant van het raam) vonden twee agenten een Carcano-geweer. Forensisch onderzoek (enkele dagen na de aanslag) wees uit dat zich ook op de kolf van het geweer een palmafdruk van Oswald bevond. Volgens de Commissie-Warren was het vuurwapen voorafgaand aan de moord door Oswald (onder de schuilnaam A.J. Hidell) bij een postorderbedrijf besteld.
Navraag bij Wesley Frazier (de collega die Oswald die ochtend naar zijn werk reed) wees uit dat Oswald volgens eigen zeggen gordijnroedes in een bruine papieren zak mee had genomen naar het werk. Volgens de Commissie-Warren zou het geweer in deze zak hebben gezeten. De gordijnroedes werden nooit gevonden. De bruine papieren zak was volgens Frazier, en zijn zus, echter te klein om een (gedemonteerd) geweer in te vervoeren. Volgens achteraf opgeschreven aantekeningen van het verhoor van Oswald ontkende hij die ochtend gordijnroedes te hebben meegenomen. Collega Jack Dougherty zag hem die ochtend de TSBD inlopen en volgens hem had hij niks in zijn handen.

#### De "achtertuinfoto's"
Bij een huiszoeking vond de politie foto's waarop Oswald stond afgebeeld met in zijn rechterhand het geweer en in zijn linkerhand twee linkse kranten. Oswald's echtgenote, Marina Oswald (geboren Prusakova), verklaarde dat zij de foto's in de achtertuin van hun woning had gemaakt. Ze staan daarom bekend als "de achtertuinfoto's".
Voor de Commissie-Warren waren dit de belangrijkste bewijzen dat het gevonden wapen van Oswald was en door hem was gebruikt op de zesde verdieping van de TSBD.

## Latere ontwikkelingen
De discussies hebben tot vele publicaties geleid van voor- en tegenstanders van de conclusies van de Commissie-Warren en die van de HSCA. Jim Garrison publiceerde in 1988 zijn boek On the Trail of the Assassins waarin hij zijn twijfels opschreef. Auteur Jim Marrs publiceerde het boek Crossfire: The Plot That Killed Kennedy in 1989. Beide boeken vormden inspiratie voor de film JFK die in 1991 werd gelanceerd door Oliver Stone. De film had een grote impact en werd voor acht Oscars genomineerd (waaronder voor beste film) waarvan het er twee won. Aan het eind van de film riep Stone het Amerikaanse publiek op om verzegelde dossiers door het Congres te laten openen.
Onder deze druk keurde het Congres in 1992 de JFK Assassination Records Collection Act goed en werd de Assassination Records Review Board (ARRB) opgericht om de dossiers te inventariseren en binnen 25 jaar te publiceren. De miljoenen pagina's hebben sindsdien niet geleid tot de door critici gewenste grote openbaringen. Aan de andere kant bleef veel informatie gecensureerd en is na 2017 nog steeds niet alle informatie vrijgegeven. Toenmalig president Trump gaf als reden hiervoor de 'nationale veiligheid' op. De ARBB werd in 1998 opgeheven.
Voorstanders van de Commissie-Warren kwamen ook met goedverkochte publicaties. Gerald Posner schreef Case Closed in 1993 en wees daarbij Oswald als enige schutter aan. In 2007 publiceerde Vincent Bugliosi het boek Reclaiming History van meer dan 1600 pagina's. Ook hij ondersteunt de uitkomsten van de Commissie-Warren. Zijn onderzoeken werden door hem in 2008 gebundeld in de kortere uitgave Four Days in November. Dit boek vormde de inspiratie voor de film Parkland die in 2013 werd gelanceerd.
In 2021 kwam Oliver Stone met een documentaire als vervolg op zijn film: JFK Revisited: Through the Looking Glass. Dit werd vergezeld door het gelijknamige boek van auteur James DiEugenio.
In februari 2025 meldde Axios dat de FBI ongeveer 2400 nieuwe geheime documenten heeft ontdekt die verband houden met de moord. Alle documenten waren tientallen jaren lang geheim, maar werden op bevel van president Trump op 19 maart 2025 vrijgegeven.

## Twistpunten

### Aantal schoten en schietlocatie(s)

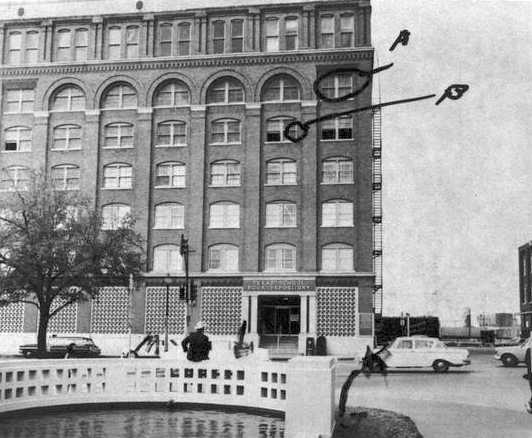
Het schoolboekenmagazijn, A duidt het raam aan waar Howard Leslie Brennan (op de voorgrond) een schutter zag

De Commissie-Warren concludeerde dat één persoon (Oswald) drie schoten had gelost vanaf de vijfde verdieping van het schoolboekenmagazijn.
1. Eén kogel miste de limousine en schampte een toeschouwer die verderop stond (James Tague).
2. Een andere kogel trof Kennedy en veroorzaakte ook de meerdere verwondingen van gouverneur Connally, die voor Kennedy zat. Deze kogel wordt door critici de Magic Bullet genoemd. Connally en zijn vrouw Nellie hebben altijd volgehouden dat hij niet door dezelfde kogel is geraakt als de eerste kogel die Kennedy trof. Nellie Connally zag eerst dat Kennedy in zijn hals was getroffen en pas daarna dat Connally werd geraakt.[26] Volgens de Commissie-Warren werden Kennedy en Connally beiden getroffen tussen beeld 206 en beeld 225 van de Zapruderfilm, toen de wagen zich voor de camera achter het verkeersbord bevond; maar Connally zei stellig dat hij pas op zijn verwonding reageerde  op beeld nr. 235 en een of twee beelden eerder getroffen werd; hij had het eerste schot toen al gehoord en zijn vrouw had zich al naar de getroffen president omgedraaid, terwijl hijzelf daar ook mee bezig was.[27]
3. Het derde schot (het tweede dat doel trof) veroorzaakte de fatale hoofdwond van Kennedy.

Met name over dit fatale schot is er veel discussie over de vraag of dit niet van voor de auto kwam (en dus niet van achteren, uit het schoolboekenmagazijn). Op de amateurfilmbeelden van Zapruder is te zien dat het hoofd van de president bij dat fatale schot naar achter geslagen werd. Dit duidt er volgens critici op dat er een schutter aan de voorzijde van het voertuig was. Volgens critici had een kogel die van achteren en van boven afgevuurd was (vanuit het het schoolboekenmagazijn) het hoofd van de president naar voren en naar beneden moeten doen bewegen. Ook de explosie die het fatale schot veroorzaakte heeft tot discussie geleid over het type kogel.

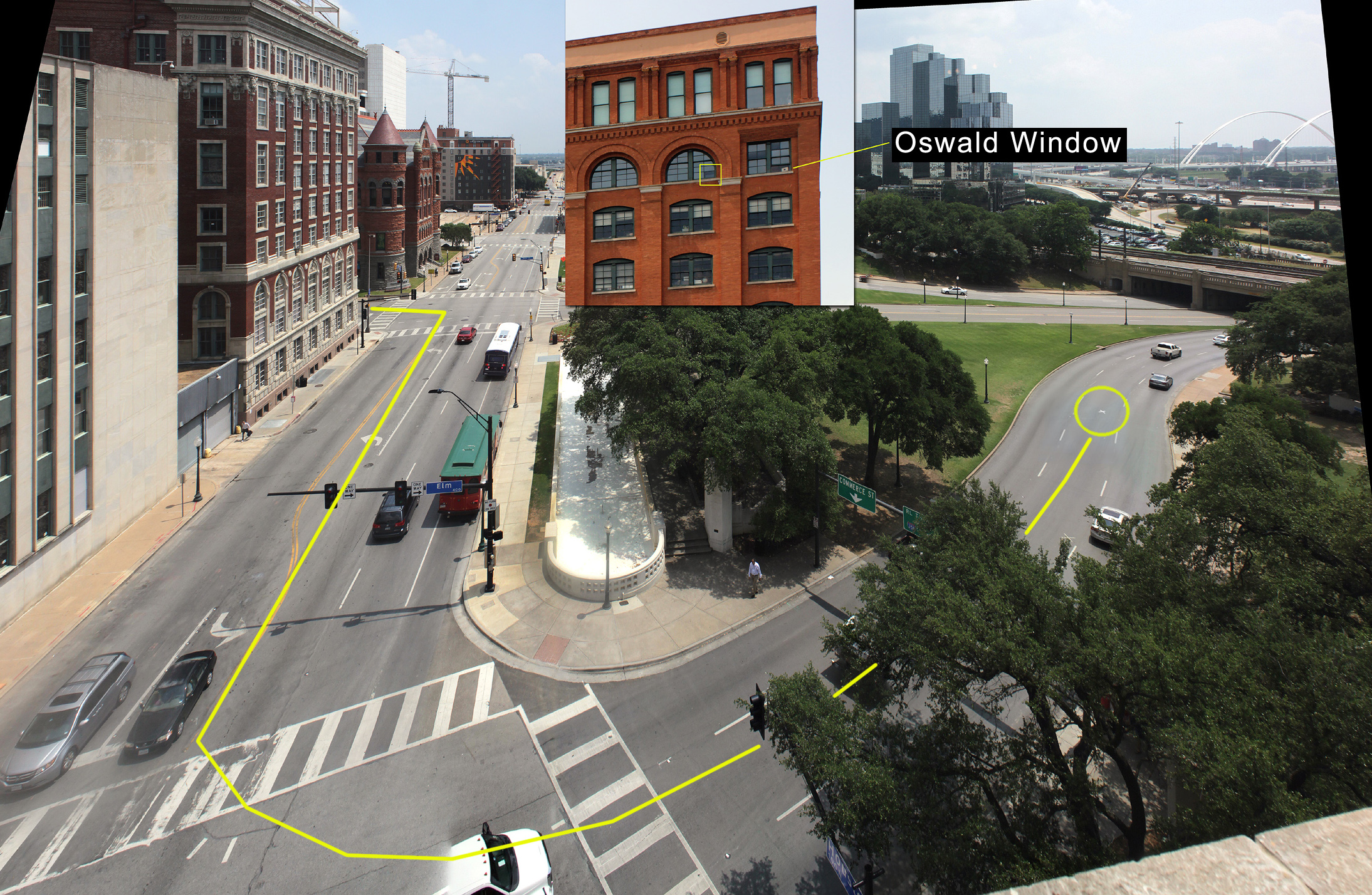
De route gezien vanuit het raam naast "het raam van Oswald", met aanduiding van de plaats van de fatale treffer

Sommige omstanders beweerden schoten te hebben gehoord vanuit het struikgewas (de 'Grassy Knoll') aan de voorkant van de limousine. Meteen na de aanslag renden meerdere mensen, waaronder ook motoragent Bobby Hargis, die kant op. De meeste getuigen hoorden echter schoten vanuit het schoolboekenmagazijn. De TSBD wordt door de meeste experts als schietlocatie aangemerkt. Ook vanwege de bewijzen die daar zijn gevonden.
Over het derde en dodelijke schot bestaat ook de meeste discussie wat de schietlocatie betreft. De Commissie-Warren zegt dat het schot van achteren (vanuit het schoolboekenmagazijn) kwam. Volgens hen werden alle drie de schoten door Oswald afgevuurd, vanuit het schoolboekenmagazijn. Critici zeggen dat het derde schot van voren kwam: van een tweede schutter op de 'Grassy Knoll' of bijvoorbeeld de triple underpass. De Zapruder-film geeft aanwijzingen vanwaar de kogel kwam. Het hoofd van Kennedy explodeert aan de voorkant en zo'n soort ernstige verwonding wordt eigenlijk alleen door een uittredende kogel veroorzaakt. In dat geval zou de kogel van achteren zijn geschoten. Het hoofd van Kennedy sloeg naar achter en dit wordt vaak aangehaald als bewijs dat het schot van voren kwam. Een spitse kogel met een gewicht van enkele grammen draagt echter niet genoeg kinetische energie over om een heel hoofd zo sterk te bewegen. Het samentrekken van de rugspieren na het wegvallen van hersenactiviteit veroorzaakt het achterover klappen van het hoofd.

### De tweede kogel: De "Magic Bullet"

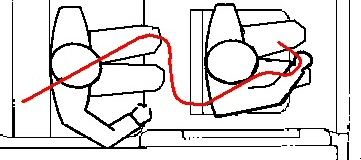
De weg die de "Magic Bullet" volgens critici van de Commissie-Warren afgelegd zou hebben.

De kogel die zowel Kennedy als Connally verwondde wordt door critici de Magic Bullet genoemd omdat deze allerlei bewegingen zou hebben gemaakt en uiteindelijk ook nog eens ongeschonden op een brancard werd aangetroffen (hoewel kogelresten in Connally werden aangetroffen). Zowel voor- als tegenstanders van het Warrenraport zijn ervan overtuigd dat de conclusies van het rapport vallen of staan met de "magic bullet theorie". Critici beweren dat de kogel in de lucht minstens twee keer een bocht moet hebben gemaakt en dat deze nooit ongeschonden kon zijn na het veroorzaken van enkele verwondingen. Voorstanders van deze theorie geven aan dat de critici er onterecht vanuit gaan dat Kennedy recht achter Connally zat. Kennedy zat echter hoger en schuin achter Connally (die op een klapstoeltje van de limousine zat) en de baan van de kogel een rechte lijn had. Het "magische schot" werd ten minste eenmaal gereconstrueerd waarna een intacte kogel werd gevonden. Dit bewijst dat het schot in ieder geval mogelijk was en dat de conclusie van de Warrencommissie niet zonder meer weerlegd kan worden.
Volgens chirurg Kenneth Salyer, die de nog levende Kennedy in het ziekenhuis zag, was deze na de tweede kogel niet in staat weg te duiken doordat hij vanwege zijn rugklachten een buitengewoon stevig korset droeg.

### Was Oswald op het moment van de aanslag op de vijfde verdieping?
Er zijn twijfels over de vraag of Oswald op het moment van de aanslag op de vijfde verdieping was:
- Oswald is tijdens de aanslag niet door iemand op deze verdieping gezien. Hij heeft echter ook geen sluitend alibi omdat onduidelijk is waar hij zich om precies 12:30 bevond.
- Carolyn Arnold (een medewerker van de TSBD) heeft Oswald een paar minuten voor de aanslag in de lunchkamer gezien op de eerste verdieping (Second Floor). Zij heeft hierover verklaringen afgegeven aan de FBI op 26 november 1963 en 18 maart 1964.[33] Arnold is niet door de Commissie-Warren verhoord en haar verklaringen aan de FBI zijn ook niet meegenomen in de 26 gepubliceerde boeken. Het probleem van getuige Arnold is dat wat zij zegt in tegenspraak is met de getuigenis van Oswald zelf. Verder deed ze haar opzienbarende uitspraken pas in 1978. In 1963 zegt ze dat ze Oswald misschien heeft gezien; in 1964 zegt ze helemaal niets over Oswald in haar getuigenis voor de FBI.[5]
- Het is onbekend of het 12-uur durende verhoor van Oswald op het politiebureau van Dallas is opgenomen en of er een transcriptie van is. Daarom zijn er alleen verklaringen bekend van de ondervragingen. Captain Fritz van de Dallas-politie schreef hierover in een rapport dat Oswald verklaarde zijn lunch op de begane grond (First Floor) te hebben gegeten op het moment van de aanslag.
- Motoragent Marrion Lewis Baker kwam Oswald ongeveer 90 seconden na de aanslag tegen in de lunchkamer op de eerste verdieping.[34] Het is deze anderhalve minuut waarin Oswald het geweer aan de andere kant van de vijfde verdieping (vanwaar is geschoten) moet hebben gestopt en via het trappenhuis naar beneden zijn gerend om daar op de eerste verdieping een cola te staan drinken. Critici stellen ook de vraag waarom Oswald (als schutter) een cola zou zijn gaan halen in plaats van rustig het gebouw uit te lopen.
- De vijfde verdieping werd na de aanslag snel benaderd en daar werd niemand gezien. Meerdere getuigen (Victoria Adams, Sandra Styles, Dorothy Garner) waren tijdens het schietincident in het trappenhuis en hebben Oswald (of iemand anders) niet naar beneden zien rennen.[35]

### Geweer en schutterkwaliteiten
Ook wordt betwijfeld of Oswald met het Carcano-geweer succes kan hebben gehad:
- Het betreft een tweedehands Italiaans geweer dat in 1940 is geproduceerd, met daarop een slecht gemonteerde telescoop die met extra plaatjes moest worden vastgezet tijdens testen na de aanslag. Wapenexpert Ronald Simmons heeft hierover getuigd tegen de Commissie-Warren.[36] Oswald schoot echter zonder telescoop.[bron?]
- In de periode van de aanslag waren er eiken in bloei in de baan van de schoten.[37] 3D-simulaties en analyse van de Zapruderfilm tonen dat de eiken het zicht op de president op het tijdstip van de schoten niet belemmerden.[31]

Twijfels over de kwaliteiten van de schutter zijn ook ontstaan door de afzwaaier die James Tague raakte (het eerste schot volgens de Commissie-Warren). Ook zijn de 7,9 seconden waarbinnen (volgens de Commissie-Warren) de drie schoten zijn gelost een korte tijdsperiode waarbij twee keer handmatig herladen moest worden. Oswald was echter een getrainde marinier die voor zijn schietexamens slaagde. Hij stond echter niet bekend als een uitstekend schutter. Andere schutters hebben geprobeerd Oswalds schoten te herhalen en deden dit zelfs binnen 6 seconden.
Een ander argument tegen een enkelvoudige schutter in de TSBD is dat het veel gemakkelijker zou zijn geweest om de aanslag op Houston Street te hebben gepleegd (waar de limousine richting de TSBD reed en vaart moest minderen om de bocht te nemen). Critici van de Commissie-Warren wijzen erop dat Elm Street echter daarom veel handiger is als er een schutter op de Grassy Knoll klaar stond.
Na de arrestatie van Oswald is er gezocht naar kruitresten op zijn lijf en kleding. Dat werd niet op zijn wang gevonden maar volgens de politie van Dallas wel op zijn hand. De test, een zogenaamde paraffine test, staat echter bekend als onbetrouwbaar.

## De moord op J.D. Tippit en arrestatie van Oswald

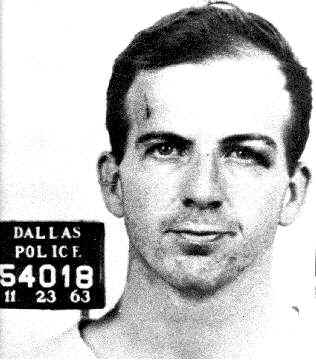
Lee Harvey Oswald (politiefoto)

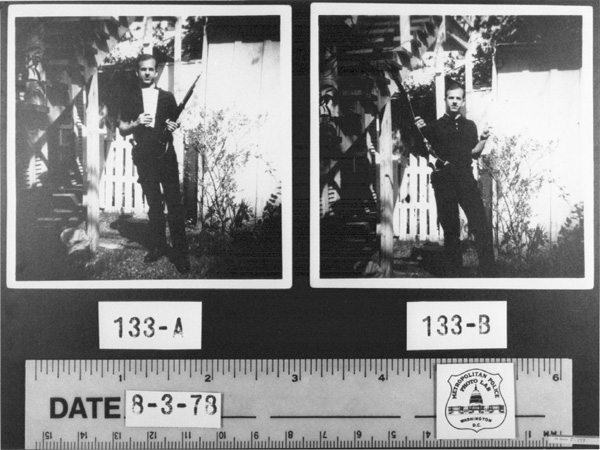
De "achtertuinfoto's"

Lee Harvey Oswald werd bijna anderhalf uur na de aanslag (om 13:50 CST) in eerste instantie aangehouden omdat hij zonder te betalen de Texas Theatre-bioscoop was binnengelopen. De aanklacht zou de vlak daarvoor gepleegde moord op politieagent J.D. Tippit in de wijk Oak Cliff zijn. Die moord vond plaats vlak bij het pension (rooming house) van Oswald in Dallas. Hij verzette zich tegen zijn arrestatie en sloeg een politieagent alvorens hij geboeid werd afgevoerd. Pas later werd hij ook over de moord op Kennedy ondervraagd nadat journalisten hem hadden verteld dat hij daarvan verdacht werd. De gesprekken met Oswald werden (tegen de geldende regels in) niet opgenomen door de politie.

## De moord op Oswald
Een officiële beschuldiging of voorgeleiding aan de rechter kwam er niet: op 24 november 1963 werd Oswald om 11:21 CST in het politiebureau van Dallas neergeschoten door nachtclubeigenaar Jack Ruby. Ruby stormde op Oswald af en schoot hem daarna in zijn buik. Oswald klapte dubbel en viel zwaargewond op de grond. Dit gebeurde pal voor de draaiende televisiecamera's die zijn overbrenging naar de regionale gevangenis zouden vastleggen. Het tijdstip van overlijden van Oswald in het Parkland ziekenhuis werd vastgesteld op 13:07 CST.
Hoe de gewapende Jack Ruby precies het politiebureau was binnengekomen is een van de vele onderwerpen van discussie. Sommigen beweren dat Ruby via de garage-ingang binnenkwam maar anderen zeggen weer dat dit niet mogelijk was aangezien die ingang door politieagenten bewaakt werd. Critici wijzen erop dat Ruby door agenten kan zijn binnengelaten: Ruby had namelijk connecties binnen het politiekorps (leden ervan bezochten regelmatig zijn nachtclub 'The Carousel'). Het staat vast dat Ruby voorkomt op opnames in het politiebureau en tijdens persconferenties voorafgaand aan de moord op Oswald. Jack Ruby zat ten tijde van de moord financieel aan de grond en had noodgedwongen zijn nachtclub te koop aangeboden. Ruby verklaarde dat hij Oswald had doodgeschoten om Kennedy's weduwe "een proces te besparen". Ruby werd voor deze aanslag ter dood veroordeeld. In oktober 1966 werd hem een nieuwe zaak gegund buiten Dallas. Begin januari 1967 overleed Ruby echter nadat in december kanker bij hem was geconstateerd in zijn lever, longen en hersenen.

## 'Dark Complected Man' & de 'Umbrella Man'
Op fotobeelden en video-opnames bleken twee mannen ter hoogte van Kennedy te staan op het moment dat hij werd beschoten. Zij worden de Dark Complected Man en de Umbrella Man genoemd. De Dark Complected Man leek een walkie-talkie of zender bij zich te hebben. De Umbrella Man stak een paraplu op. In 1978 trad Louie Steven Witt naar voren. Hij zei de Umbrella Man te zijn geweest en de paraplu te hebben opgestoken als protest tegen de vader van Kennedy. Hij gaf aan de Dark Complected Man niet te kennen. De Dark Complected Man heeft zich nooit gemeld.